# Pleurotomaria anglica
Pleurotomaria anglica is een fossiele slakkensoort uit de familie van de Pleurotomariidae. De wetenschappelijke naam van de soort is voor het eerst geldig gepubliceerd in 1818 door Sowerby.